# Trận đảo Bạch Long Vỹ 1955
Trận đảo Bạch Long Vỹ (Hoa ngữ: 白龍尾島战役) là một trận đánh nhỏ giữa một bên là Giải phóng quân Trung Quốc, một bên là quân đội Trung Hoa Dân Quốc, diễn ra trên đảo Bạch Long Vỹ của Việt Nam vào tháng 7 năm 1955, đây là một phần của giai đoạn xung đột sau Nội chiến Trung Quốc, trận đánh kết thúc nhanh chóng với thắng lợi của Giải phóng quân Trung Quốc.

## Lịch sử
Năm 1949, khi Trung Hoa Dân Quốc thất bại, mất lục địa họ chạy ra biển đánh chiếm các hòn đảo lập tiền đồn, trong đó có đảo Hải Nam. Hơn 110.000 quân Giải phóng quân được huy động đánh chiếm đảo Hải Nam vào năm 1950. Thất thủ, quân Trung Hoa Dân Quốc tổ chức tháo chạy về đảo Đài Loan. Một bộ phận nhỏ tàn quân của họ chạy ra đảo Bạch Long Vỹ. Tháng 7 năm 1955, Giải phóng quân Trung Quốc tấn công quân Quốc dân đảng và kiểm soát đảo này.
Cộng hòa Nhân dân Trung Hoa quản lý đảo Bạch Long Vỹ đến 16/01/1957 thì bàn giao lại cho Việt Nam Dân chủ Cộng hòa.